# Тимбира
Тимбира — диалектный континуум языковой семьи же. Различные разновидности достаточно отличаются, чтобы их рассмотреть как отдельные языки. Основные разновидности, крао и канела, имеют 2000 носителей для одного языка, некоторые из них говорят на португальском языке. Крейе почти вымер с почти 30 носителями (1995).

## Диалекты
- Канела (Canela, Kanela). Распространён на юго-востоке штата Пара и в штате Мараньян. Канела имеет диалекты апанжекра (апаниекра, апаньекра) и рамбокамекра.
- Крао (Craô, Krahô, Kraô). Распространён в 5 деревнях в штатах Мараньян, Токантинс и на юго-востоке штата Пара. Крао отличается от канела, но в состоянии может быть использовать литературу от канела.
- Крейе (Crange, Crenge, Crenye, Creye, Kreye, Krem-Ye, Tage, Taze). Диалект исчез. Был распространён в штатах Мараньян, Пара.
- Крикати-тимбира (Krikati-Gaviao, Krikati-Timbira, Krinkati-Gaviao, Krinkati-Timbira). Распространён в деревне Говернадор муниципалитета Амаранте, в штатах Мараньян, Токантинс и на юго-востоке штата Пара. Есть 2 диалекта — кринкати (каракати) и тимбира. Крикати и тимбира — отдельные этнические группы, говорящие на связанных диалектах.
- Паранский гавиану (Gavião do Mãe Maria, Pará Gavião, Parakatêjê, Perkatêjê, Pukobjê). Распространён в некоторых деревнях под названием «Кайкотуре», около муниципалитета Мараба, разбросаны в или около основного местоположения в штате Мараньян. Паранский гавиану не следует путать с жипаранским гавиану.

## Письменность
| Заглавные | Заглавные | Заглавные | Заглавные | Заглавные | Заглавные | Заглавные | Заглавные | Заглавные | Заглавные | Заглавные | Заглавные | Заглавные | Заглавные | Заглавные | Заглавные | Заглавные | Заглавные | Заглавные | Заглавные | Заглавные | Заглавные | Заглавные | Заглавные | Заглавные |
| --------- | --------- | --------- | --------- | --------- | --------- | --------- | --------- | --------- | --------- | --------- | --------- | --------- | --------- | --------- | --------- | --------- | --------- | --------- | --------- | --------- | --------- | --------- | --------- | --------- |
| A         | C         | E         | Ë         | Ẽ         | G         | H         | Ĩ         | J         | K         | M         | N         | O         | Ö         | Õ         | P         | R         | T         | Ũ         | W         | X         | Y         | Ỳ         | Ỹ         | ʼ         |
| Строчные  |           |           |           |           |           |           |           |           |           |           |           |           |           |           |           |           |           |           |           |           |           |           |           |           |
| a         | c         | e         | ë         | ẽ         | g         | h         | ĩ         | j         | k         | m         | n         | o         | ö         | õ         | p         | r         | t         | ũ         | w         | x         | y         | ỳ         | ỹ         | ʼ         |